# Сімеїзька селищна рада
Сімеї́зька се́лищна ра́да — адміністративно-територіальна одиниця та орган місцевого самоврядування у складі Ялтинської міської ради Автономної Республіки Крим. Адміністративний центр — селище міського типу Сімеїз.

## Загальні відомості
- Населення ради: 6 259 осіб (станом на 2001 рік)

## Населені пункти
Селищній раді підпорядковані населені пункти:
- смт Сімеїз
- смт Берегове
- смт Голуба Затока
- смт Кацівелі
- с. Оползневе
- смт Паркове
- смт Понизівка

## Склад ради
Рада складається з 36 депутатів та голови.
- Голова ради: Ломенко Юрій Вікторович

### Керівний склад попередніх скликань
| Прізвище, ім'я, по батькові | Основні відомості                                                        | Дата обрання | Дата звільнення |
| --------------------------- | ------------------------------------------------------------------------ | ------------ | --------------- |
| Макаренко Микола Григорович | Селищний голова, 1941 року народження, член Партії регіонів              | 26.03.2006   | 31.10.2010      |
| Костенко Кирило Віталійович | Селищний голова, 1972 року народження, освіта вища, член Партії регіонів | 31.10.2010   | 15.12.2013      |
| Ломенко Юрій Вікторович     | Селищний голова, 1973 року народження, освіта вища, член Партії регіонів | 15.12.2013   |                 |

Примітка: таблиця складена за даними сайту Верховної Ради України

### Депутати
За результатами місцевих виборів 2010 року депутатами ради стали:

#### За суб'єктами висування
| Суб'єкт висування | Кількість обраних депутатів | %  |
| ----------------- | --------------------------- | -- |
| Партія регіонів   | 27                          | 75 |
| Самовисування     | 9                           | 25 |

#### За округами
| № округу        | Прізвище, ім'я, по батькові        | Дата визнання обраним | Освіта             | Партійна приналежність | Відомості про обраного депутата                                                                                   |
| --------------- | ---------------------------------- | --------------------- | ------------------ | ---------------------- | --- |
| Партія регіонів |                                    |                       |                    |                        | |
| 2               | Османова Діляра Расімовна          | 04.11.2010            | вища               | позапартійна           | приватний нотаріус                                                                                                |
| 3               | Гринь Сергій Андрійович            | 04.11.2010            | вища               | позапартійний          | ТОВ "Інвестиційна компанія «Спорт-Тур», директор                                                                  |
| 4               | Нікішина Надія Павлівна            | 04.11.2010            | середня спеціальна | член Партії регіонів   | КРП «ВПВКГ ПБК» Алупкинська ділянка, оператор                                                                     |
| 7               | Рибалка Лариса Вікторівна          | 04.11.2010            | середня спеціальна | член Партії регіонів   | тимчасово не працює                                                                                               |
| 8               | Репкіна Анжеліка Дмитрівна         | 04.11.2010            | вища               | член Партії регіонів   | ПП «Альта» |
| 9               | Карташова Олена Іванівна           | 04.11.2010            | вища               | член Партії регіонів   | Ялтинське відділення Державного ощадного банку України, касир-операціоніст                                        |
| 10              | Тітова Валентина Миколаївна        | 04.11.2010            | вища               | позапартійна           | НВК Сімеїзької селищної ради, вчитель                                                                             |
| 11              | Штепа Михайло Михайлович           | 04.11.2010            | вища               | позапартійний          | ПП «Фаворит», менеджер з продажу                                                                                  |
| 13              | Міщенко Дмитро Анатолійович        | 04.11.2010            | вища               | член Партії регіонів   | ПП «Реал-Крим», директор                                                                                          |
| 14              | Рибалка Ніна Сергіївна             | 04.11.2010            | незакінчена вища   | член Партії регіонів   | приватний підприємець                                                                                             |
| 15              | Кирилюк Євген Олександрович        | 04.11.2010            | вища               | позапартійний          | приватний підприємець                                                                                             |
| 16              | Копилов Олег Вікторович            | 04.11.2010            | вища               | член Партії регіонів   | Ялтинське відділення Державного ощадного банку України, керівник відділу кредитування                             |
| 17              | Плющ Євген Олексійович             | 04.11.2010            | вища               | член Партії регіонів   | ПП «Дельта-В», начальник планово-договірного відділу                                                              |
| 18              | Ковшун Віктор Васильович           | 04.11.2010            | вища               | позапартійний          | ДП "Будинок творчості вчених «Кацівелі» НАН України, директор                                                     |
| 19              | Петренко Галина Геннадіївна        | 05.11.2010            | середня            | позапартійна           | тимчасово не працює                                                                                               |
| 20              | Захаров Ігор Олександрович         | 04.11.2010            | вища               | позапартійний          | ТОВ будівельна компанія «Голуба затока», заступник діректора                                                      |
| 21              | Єфанов Сергій Вікторович           | 04.11.2010            | вища               | член Партії регіонів   | СОК «Зміна», директор                                                                                             |
| 22              | Антонович Андрій Сергійович        | 04.11.2010            | вища               | позапартійний          | МРЦ ВМС України «Алупка», начальник                                                                               |
| 25              | Фурман Василь Володимирович        | 04.11.2010            | вища               | член Партії регіонів   | СОК «Зміна», заступник директора                                                                                  |
| 26              | Чернявська Галина Леонтіївна       | 04.11.2010            | вища               | член Партії регіонів   | Сімеїзька селищна рада, секретар                                                                                  |
| 27              | Галкін Едуард Яковлевич            | 04.11.2010            | вища               | член Партії регіонів   | пенсіонер |
| 28              | Соменко Роман Григорович           | 04.11.2010            | вища               | член Партії регіонів   | НАПКС, викладач кафедри фізичного виховання                                                                       |
| 29              | Краєвський Євген Костянтинович     | 04.11.2010            | вища               | позапартійний          | управління податкової міліції ДПА у Полтавській області, заступник начальника                                     |
| 30              | Гусейнов Рза Халіл                 | 04.11.2010            | середня            | член Партії регіонів   | приватний підприємець                                                                                             |
| 32              | Шемшедінов Тимур Емірович          | 04.11.2010            | середня            | член Партії регіонів   | ТОВ «Тай-Брейк», директор                                                                                         |
| 33              | Безсім'яников Вячеслав Миколайович | 04.11.2010            | вища               | позапартійний          | управління державної служби охорони, водій                                                                        |
| 36              | Ломенко Юрій Вікторович            | 04.11.2010            | вища               | член Партії регіонів   | ПП «Альта», директор                                                                                              |
| Самовисування   |                                    |                       |                    |                        | |
| 1               | Горбенко Олександр Дмитрович       | 04.11.2010            | середня            | позапартійний          | ТОВ «УТК», директор                                                                                               |
| 5               | Цховрєбов Вячеслав Харитонович     | 04.11.2010            | вища               | член Партії регіонів   | приватний підприємець                                                                                             |
| 6               | Кічина Алла Іванівна               | 04.11.2010            | вища               | позапартійна           | пенсіонер |
| 12              | Кравченко Олександр Олександрович  | 04.11.2010            | вища               | позапартійний          | тимчасово не працює                                                                                               |
| 23              | Блошенко Руслан Станіславович      | 04.11.2010            | вища               | позапартійний          | ТОВ «Комконсультант», заступник директора                                                                         |
| 24              | Анікєєв Олександр Вікторович       | 04.11.2010            | вища               | позапартійний          | ТОВ "КУА «Глобус Ессет Менеджмент», керівник департаменту інвестування та розвитку інвестиційних проектів АР Крим |
| 31              | Барсуков Роман Євгенович           | 04.11.2010            | середня спеціальна | член Партії регіонів   | приватний підприємець                                                                                             |
| 34              | Морозов Валерій Володимирович      | 04.11.2010            | середня            | позапартійний          | ТОВ «ЕВАС-Альянс», директор по загальним питанням                                                                 |
| 35              | Еннанов Аленур Едемович            | 04.11.2010            | вища               | позапартійний          | приватний підприємець                                                                                             |